# 国際商業信用銀行
国際商業信用銀行（こくさいしょうぎょうしんようぎんこう、英語: Bank of Credit and Commerce International BCCI）は、かつてルクセンブルクを本拠に発展途上国を中心に営業していた銀行である。

## 概要
1972年に創立して、アフリカやアジアの発展途上国にも積極的に進出し、20年足らずの間に世界78カ国に400以上の支店を擁し250億米ドルもの資産を有していたが、1991年に経営破綻し、乱脈経営に加えて資金洗浄や武器密輸、麻薬取引への関与、更には核兵器の流出やCIAを始めとした諜報機関との関わりなど、数々の不祥事が明らかになった。

## 歴史

### 創立
パキスタンの銀行家だったハッサン・アベディが、アブダビの首長ザーイド・ビン=スルターン・アール=ナヒヤーンの出資を得る一方で、大株主にバンカメ（バンク・オブ・アメリカ）を据えて1972年に創立した。

### 拡張
パキスタンでは前年に銀行が国有化されており、アベディはイスラム圏、ひいては発展途上国における金融上の便宜を図る銀行の設立を企図。ルクセンブルクに本社を置くと共にケイマン諸島にも拠点を置き、設立後たちまちの内に営業拠点を増やしていった。
しかしながら、実際には銀行業で利益を殆ど挙げていなかったと言われ、1982年にはクラーク・クリフォードと手を組み、アメリカ合衆国のファースト・アメリカン・バンクの経営権を取得。アメリカへの進出を図ったものの、経営実態や非合法活動への関与を巡って、アメリカ合衆国議会で問題となり結果的に進出に失敗した。

### CIAとの関係
1976年に当時CIA長官だったジョージ・H・W・ブッシュはBCCIを通じてエジプトやサウジアラビア、イランなど親米中東諸国による反共同盟サファリ・クラブの結成を支援してアフリカでのソビエト連邦の影響力排除を画策した。
BCCIはCIAの作戦行動を側面で支える役割を負い、イラン・コントラ事件やアフガニスタンのムジャヒディンへの支援の際にも資金融通面で関わっていた（BCCIを介して支援を受けていた者の中には後にアルカーイダを率いてテロ活動を指揮したオサマ・ビン・ラディンもいた）。
さらには、冷戦下においてアメリカやCIAの支援を受けていた中南米やアラブ諸国の独裁者、ロッジP2や中華人民共和国の武器密輸、マネーロンダリングや資産隠匿、加えて麻薬の密売などの非合法活動にも便宜を与えており、サミュエル・ドウやサッダーム・フセイン、マヌエル・ノリエガやロッジP2のメンバーなどがBCCIを利用して私腹を肥やしていたと言われている。

### 破綻
しかし、冷戦終了間際の1991年にイングランド銀行から営業停止を命じられ、銀行は経営破綻した。その後の調査で、100億米ドルにも及ぶ使途不明金が明らかとなり、発展途上国では多くの預金者が財産を失ったり、当行発行のトラベラーズチェックが利用不能になるなど被害が広がった。
日本でも東京支店に預金をするなどしていた邦銀や企業が、少なからず被害を受けている。破綻したBCCIのイスラムマネーは、ヨーロッパのユニバーサルバンクへ流出した。その後、ハッサンは心臓病を患い、アーガー・ハーン病院で死亡した。